# Coppa Italia Dilettanti 2014-2015
La Coppa Italia Dilettanti 2014-15 è la 49ª edizione di un trofeo di calcio, al quale partecipano tutte le squadre iscritte ai campionati di Eccellenza, oltre ad alcune di Promozione, comunque fuori classifica. La squadra vincitrice acquisisce il diritto a partecipare al campionato di Serie D 2015-2016.
La Virtus Francavilla vince per la prima volta nella sua storia il trofeo sconfiggendo in finale la Bustese; per questa stagione, ad accedere in Serie D tramite la coppa è la semifinalista Lanusei, poiché le due finaliste e l'altra semifinalista hanno tutte vinto il proprio campionato di Eccellenza, e quindi risultano già promosse.

## Formula
La competizione prevede una prima fase regionale, organizzata e gestita dai Comitati Regionali stessi che ne stabiliscono la formula. I Comitati devono segnalare entro il 2 febbraio 2015 la squadra qualificata alla fase nazionale della competizione, che deve necessariamente militare in Eccellenza e che viene insignita del titolo di Campione di Coppa Regionale.
Le 19 squadre qualificate dai tornei regionali verranno suddivise in 8 raggruppamenti:
1. Liguria - Lombardia - Piemonte
2. Friuli-Venezia Giulia - Trentino-Alto Adige - Veneto
3. Emilia-Romagna - Toscana
4. Marche - Umbria
5. Lazio - Sardegna
6. Abruzzo - Molise
7. Basilicata - Campania - Puglia
8. Sicilia - Calabria

I gruppi composti da tre squadre si affronteranno in un torneo triangolare di sola andata, mentre delle singole gare si svolgerà sia l'andata che il ritorno.
Tutti i turni successivi si svolgeranno in gare di andata e ritorno, tranne la finale che sarà a gara unica.

## Riepilogo fase regionale
| Coppa Regionale              | Vincitrice         | Finalista               | Risultato          | Partecipanti                                                                      |
| ---------------------------- | ------------------ | ----------------------- | ------------------ | --------------------------------------------------------------------------------- |
| Coppa Abruzzo                | R.C. Angolana      | San Salvo               | 2 - 2 (5-4 d.c.r.) | le 18 di Eccellenza                                                               |
| Coppa Basilicata             | Vultur Rionero     | Pomarico                | 0 - 0 (6-5 d.c.r.) | 32 (16 di Eccellenza e 16 di Promozione)                                          |
| Coppa Calabria               | Acri               | Cittanovese             | 1 - 0              | 48 (16 di Eccellenza e 32 di Promozione)                                          |
| Coppa Campania               | Virtus Volla       | Pro Scafatese           | 2 - 0              | 96 (32 di Eccellenza e 64 di Promozione)                                          |
| Coppa Emilia-Romagna         | Sammaurese         | Crociati Noceto         | 5 - 1              | le 36 di Eccellenza                                                               |
| Coppa Friuli-Venezia Giulia  | Virtus Corno       | Chions                  | 3 - 2              | le 16 di Eccellenza                                                               |
| Coppa Lazio                  | Albalonga          | Vis Artena              | 1 - 1 (5-3 d.c.r.) | le 36 di Eccellenza                                                               |
| Coppa Liguria                | Finale             | Ligorna                 | 2 - 0              | le 16 di Eccellenza                                                               |
| Coppa Lombardia              | Bustese            | Varesina                | 2 - 0              | le 48 di Eccellenza                                                               |
| Coppa Marche                 | Biagio Nazzaro     | Folgore F. Montegranaro | 2 - 0              | le 16 di Eccellenza                                                               |
| Coppa Molise                 | Isernia            | Olimpia Riccia          | 3 - 2 (d.t.s.)     | 32 (16 di Eccellenza e 16 di Promozione)                                          |
| Coppa Piemonte-Valle d'Aosta | Gozzano            | Orizzonti United        | 1 - 0              | le 36 di Eccellenza                                                               |
| Coppa Puglia                 | Virtus Francavilla | Atletico Mola           | 2 - 2 (6-5 d.c.r.) | le 16 di Eccellenza                                                               |
| Coppa Sardegna               | Lanusei            | Castelsardo             | 2 - 1 (d.t.s.)     | le 18 di Eccellenza                                                               |
| Coppa Sicilia                | Marsala            | Giarre                  | 2 - 1              | le 32 di Eccellenza                                                               |
| Coppa Toscana                | Sangimignano       | Cuoiopelli              | 1 - 0              | 32 di Eccellenza                                                                  |
| Coppa Trentino-Alto Adige    | Sankt Georgen      | Calciochiese            | 2 - 0              | 48 (16 di Eccellenza e 32 di Promozione)                                          |
| Coppa Umbria                 | Città di Castello  | Subasio                 | 1 - 1 (5-4 d.c.r.) | le 16 di Eccellenza                                                               |
| Coppa Veneto                 | Campodarsego       | Mestrina                | 1 - 0              | le 32 di Eccellenza                                                               |
| Totale                       | 19 club ammessi    | -                       | -                  | 626 club partecipanti alle fasi regionali (466 di Eccellenza e 160 di Promozione) |

## Fase eliminatoria a gironi
Le 19 squadre partecipanti al primo turno sono divise in 8 gironi:
- I gironi A, B e G sono composti da 3 squadre con gare di sola andata;
- I gironi C, D, E, F e H sono composti da 2 squadre con gare di andata e ritorno.

### Girone A
| Squadra    | P.ti | G | V | N | P | GF | GS | DR |
| ---------- | ---- | - | - | - | - | -- | -- | -- |
| 1. Bustese | 6    | 2 | 2 | 0 | 0 | 6  | 1  | +5 |
| 2. Gozzano | 3    | 2 | 1 | 0 | 1 | 2  | 2  | 0  |
| 2. Finale  | 0    | 2 | 0 | 0 | 2 | 0  | 5  | -5 |

| Arbitro: | Di Noia (Modica) |

|                        |           |              |
| Rondanini 32’ Rota 91’ | Marcatori | 24’ Guidetti |

| Arbitro: | Andulajevic (Messina) |

|              |           |  |
| Guidetti 45’ | Marcatori |  |

| Arbitro: | Melillo (Pontedera) |

|  |           |                                                   |
|  | Marcatori | 14’ Romano 31’ Gibellini 53’ Romano 60’ Gervasoni |

### Girone B
| Squadra          | P.ti | G | V | N | P | GF | GS | DR |
| ---------------- | ---- | - | - | - | - | -- | -- | -- |
| 1. Campodarsego  | 6    | 2 | 2 | 0 | 0 | 7  | 1  | +6 |
| 2. Virtus Corno  | 1    | 2 | 0 | 1 | 1 | 2  | 3  | -1 |
| 3. Sankt Georgen | 1    | 2 | 0 | 1 | 1 | 1  | 6  | -5 |

| Arbitro: | Bracconi (Brescia) |

|                                                  |           |  |
| De Souza 45’ Aliù 51’, 59’ Gazzola 72’ Buson 79’ | Marcatori |  |

| Arbitro: | Tambini (Como) |

|               |           |             |
| Orfanello 46’ | Marcatori | 81’ Filippo |

| Arbitro: | Zanotti (Pavia) |

|                    |           |                      |
| Osso Armellino 35’ | Marcatori | 8’ De Souza 89’ Aliù |

### Girone C
| Squadra         | P.ti | G | V | N | P | GF | GS | DR |
| --------------- | ---- | - | - | - | - | -- | -- | -- |
| 1. Sangimignano | 4    | 2 | 1 | 1 | 0 | 5  | 1  | +4 |
| 2. Sammaurese   | 1    | 2 | 0 | 1 | 1 | 1  | 5  | -4 |

| Arbitro: | Giaccaglia (Jesi) |

|              |           |             |
| Noschese 50’ | Marcatori | 76’ Baccini |

| Arbitro: | Petrella (Viterbo) |

|                                                           |           |  |
| Taglialatela 30’ Borri 40’ Bandini 56’ (rig.) Bianchi 72’ | Marcatori |  |

### Girone D
| Squadra              | P.ti | G | V | N | P | GF | GS | DR |
| -------------------- | ---- | - | - | - | - | -- | -- | -- |
| 1. Città di Castello | 3    | 2 | 1 | 0 | 1 | 2  | 2  | 0  |
| 2. Biagio Nazzaro    | 3    | 2 | 1 | 0 | 1 | 2  | 2  | 0  |

| Arbitro: | Alberti (Imola) |

|                                    |           |  |
| Gabrielloni 15’ (rig.) Rossini 75’ | Marcatori |  |

| Arbitro: | Sili (Viterbo) |

|                                                                 |                      |                                                                          |
| Porricelli 67’ (rig.) Bevilacqua 73’                            | Marcatori            |                                                                          |
| Porricelli Ventanni Bevilacqua Santinelli Pilleri Goretti Eramo | Tiri di rigore 6 – 5 | Rossini Gabrielloni Giovagnoli Cecchetti Domenichetti Bartolucci Fenucci |

### Girone E
| Squadra      | P.ti | G | V | N | P | GF | GS | DR |
| ------------ | ---- | - | - | - | - | -- | -- | -- |
| 1. Lanusei   | 3    | 2 | 1 | 0 | 1 | 2  | 1  | +1 |
| 2. Albalonga | 3    | 2 | 1 | 0 | 1 | 1  | 2  | -1 |

| Arbitro: | Balbi (Avellino) |

|               |           |  |
| Sacchetti 24’ | Marcatori |  |

| Arbitro: | Aly (Lodi) |

|                |           |  |
| Viani 39’, 69’ | Marcatori |  |

### Girone F
| Squadra          | P.ti | G | V | N | P | GF | GS | DR |
| ---------------- | ---- | - | - | - | - | -- | -- | -- |
| 1. R.C. Angolana | 6    | 2 | 2 | 0 | 0 | 3  | 0  | +3 |
| 2. Isernia       | 0    | 2 | 0 | 0 | 2 | 0  | 3  | -3 |

| Arbitro: | Dell'Olio (Molfetta) |

|                  |           |  |
| De Luca 48’, 62’ | Marcatori |  |

| Arbitro: | Acampora (Ercolano) |

|  |           |             |
|  | Marcatori | 11’ Pirelli |

### Girone G
| Squadra               | P.ti | G | V | N | P | GF | GS | DR |
| --------------------- | ---- | - | - | - | - | -- | -- | -- |
| 1. Virtus Francavilla | 6    | 2 | 2 | 0 | 0 | 6  | 0  | +6 |
| 2. Vultur Rionero     | 3    | 2 | 1 | 0 | 1 | 4  | 2  | +2 |
| 3. Virtus Volla       | 0    | 2 | 0 | 0 | 2 | 0  | 8  | -8 |

| Arbitro: | Pavone (Bernalda) |

|                                   |           |  |
| Di Rito 47’, 56’, 78’ Colluto 81’ | Marcatori |  |

| Arbitro: | Bianchini (Terni) |

|  |           |                                                     |
|  | Marcatori | 32’ Di Tolve 67’ Larotonda 80’ Brindisi 85’ Vaccaro |

| Arbitro: | Casalvieri (Avezzano) |

|  |           |                      |
|  | Marcatori | 71’ Rescio 78’ Villa |

### Girone H
| Squadra    | P.ti | G | V | N | P | GF | GS | DR |
| ---------- | ---- | - | - | - | - | -- | -- | -- |
| 1. Acri    | 4    | 2 | 1 | 1 | 0 | 4  | 2  | +2 |
| 2. Marsala | 1    | 2 | 0 | 1 | 1 | 2  | 4  | -2 |

| Arbitro: | Ragone (Ciampino) |

|                         |           |                             |
| Testa 23’ Riccobono 35’ | Marcatori | 17’ (rig.) Gallo 80’ Amadou |

| Arbitro: | Rainone (Nola) |

|                          |           |  |
| Miceli 55’ Martorana 56’ | Marcatori |  |

## Fase a eliminazione

### Quarti di finale
| Squadra 1         | Totale | Squadra 2          | Andata | Ritorno |
| ----------------- | ------ | ------------------ | ------ | ------- |
| Bustese           | 1 - 0  | Campodarsego       | 1 - 0  | 0 - 0   |
| Città di Castello | 3 - 2  | Sangimignano       | 1 - 1  | 2 - 1   |
| Lanusei           | 2 - 1  | R.C. Angolana      | 2 - 0  | 0 - 1   |
| Acri              | 1 - 2  | Virtus Francavilla | 0 - 1  | 1 - 1   |

#### Andata
| Arbitro: | Piacenza (Bari) |

|            |           |  |
| Anzano 78’ | Marcatori |  |

| Arbitro: | Bindella (Pesaro) |

|           |           |              |
| Eramo 57’ | Marcatori | 7’ Paparelli |

| Arbitro: | De Tommaso (Rieti) |

|                         |           |  |
| Figos 30’ Gutierrez 58’ | Marcatori |  |

| Arbitro: | Carrione (Castellammare di Stabia) |

|  |           |             |
|  | Marcatori | 48’ Di Rito |

#### Ritorno
| Campodarsego 11 marzo 2015, ore 15:00 | Campodarsego       | 0 – 0 | Bustese | Stadio Comunale\| Arbitro: \| Monaldi (Macerata) \| |
| Arbitro:                              | Monaldi (Macerata) |       |         |                                                     |

| Arbitro: | Bonaldo (Conegliano) |

|             |           |                                |
| Bandini 90’ | Marcatori | 35’ Bevilacqua 86’ Pagliardini |

| Arbitro: | Repace (Perugia) |

|            |           |  |
| Vitale 90’ | Marcatori |  |

| Arbitro: | Carrione (Castellammare di Stabia) |

|             |           |           |
| Liberio 37’ | Marcatori | 82’ Deffo |

### Semifinali
| Squadra 1          | Totale | Squadra 2 | Andata | Ritorno |
| ------------------ | ------ | --------- | ------ | ------- |
| Città di Castello  | 3 - 7  | Bustese   | 3 - 3  | 0 - 4   |
| Virtus Francavilla | 6 - 3  | Lanusei   | 4 - 0  | 2 - 3   |

#### Andata
| Arbitro: | Iacovacci (Latina) |

|                                                |           |                                       |
| Ventanni 45’ Porricelli 65’ (rig.) Pilleri 68’ | Marcatori | 36’ Anzano 64’ Candiani 82’ Gervasoni |

| Arbitro: | Arace (Lugo) |

|                                 |           |  |
| Villa 27’, 39’, 44’ Galdean 67’ | Marcatori |  |

#### Ritorno
| Arbitro: | Collu (Cagliari) |

|                                                        |           |  |
| Boinega 23’ (aut.) Gibellini 43’ Romano 46’ Anzano 77’ | Marcatori |  |

| Arbitro: | Panozzo (Castelfranco Veneto) |

|                                    |           |                        |
| Placentino 7’ Viani 54’ Floris 67’ | Marcatori | 5’ Rescio 69’ Montaldi |

### Finale
| Squadra 1 | Risultato | Squadra 2          |
| --------- | --------- | ------------------ |
| Bustese   | 2 - 4     | Virtus Francavilla |

| Arbitro: | Pirrotta (Barcellona Pozzo di Gotto) |

| |            | |
| Gibellini 24’ Romano 89’ | Marcatori  | 7’, 66’ Di Rito 14’ De Toma 59’ Montaldi                                                                                   |
| Dall'Omo Scarcella (64' Lanzi) Panzetta Rota Candiani (64' Romano) Folcia Gervasoni Mavilla (72' Calizzi) Gibellini Mercorillo Anzano | Formazioni | Iurlo De Toma Vetrugno Galdean Taurino (64' Bartoli) Gallù Liberio Biason Di Rito (73' Villa) Rescio (87' Bricca) Montaldi |
| Cavicchia | Allenatori | Calabro |